# Домовитые казаки
Домови́тые каза́ки — зажиточная часть донских казаков. Проживали, в основном, в низовьях Дона, вокруг города Черкасска  (до 1805 года — бывшая столица донского казачества, ныне станица Старочеркасская в Аксайском районе Ростовской области.).

## История
...большая часть домовитых казаков селилась в низовьях Дона, где были благоприятные условия для быстрого обогащения. Здесь были лучшие места для рыбной ловли и лучше пастбища, которые они захватили в свои руки. Отсюда легче было совершать военные походы на Крымское побережье и Турцию. Низовым казакам доставалась большая часть царского жалованья. Сразу заняв особое положение по сравнению с другими казаками, домовитое казачество продолжало обогащаться и в дальнейшем, чему способствовало использование в их хозяйствах труда пленных и работных людей.
Ко второй половине XVII в., разделение казаков на «низовых» и «верховых», в сущности, уже потеряло своё значение; но, в то же время, чётко обозначилось деление по имущественному признаку: на «голутвенных» и «домовитых».
Из среды домовитых казаков обычно избиралась вся казачья старшина во главе с атаманом, которая подчиняла своему влиянию решения войскового круга. В итоге, социальное расслоение и изменения в организации управления и власти на Дону привели к обострению противоречий между казачьей верхушкой и массой рядового казачества, в состав которого входила также голытьба и беглый крепостной люд.